# グリゴリー・シェリホフ

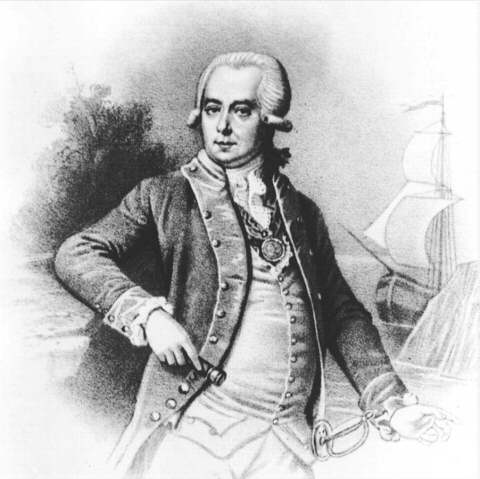
ロシアのアラスカ進出の基礎を築いたグリゴリー・シェリホフ

グリゴリー・イワノヴィチ・シェリホフ（シェレホフあるいはシェリコフ、ロシア語: Григорий Иванович Шелихов (Шелехов), ラテン文字転写: Grigory Ivanovich Shelikhov (Shelekhov)、1747年 - 1795年7月20日（グレゴリオ暦7月31日））はロシア帝国の商人・探検家。

## 生涯
現在のクルスク州にある町・ルイリスクで生まれた。1775年よりラッコなどの毛皮を求め、商船で千島列島およびアリューシャン列島への探検を開始した。ハドソン湾会社などのイギリス商人がアラスカに進出する恐れを感じたシェリホフは、1783年から1786年にかけてロシア領アメリカ（現在のアラスカ州）の沿岸を探検した。1784年にはThree Saints号とSt. Simon号で、妻ナターリヤおよび仲間のイワン・ラリノビッチ・ゴリコフ（Ivan Larionovich Golikov）らとともにコディアック島に上陸、先住民と衝突の後多数を殺して服従させ、スリー・セインツ湾に最初のロシア入植地を建設した。
彼はアラスカ交易独占を求めたがエカチェリーナ2世は許可しなかった。イルクーツクに戻ったシェリホフは、キリル・ラクスマンや大黒屋光太夫らに会っている。1790年からはシェリホフはシェリホフ＝ゴリコフ会社などアラスカや北太平洋で活動する複数の毛皮会社を設立し、アレクサンドル・バラノフを現地へ送り込んだ。1799年にパーヴェル1世によって露米会社に独占的交易権が与えられた。また首都の官房長だったニコライ・レザノフを事業のパートナーに迎えた。

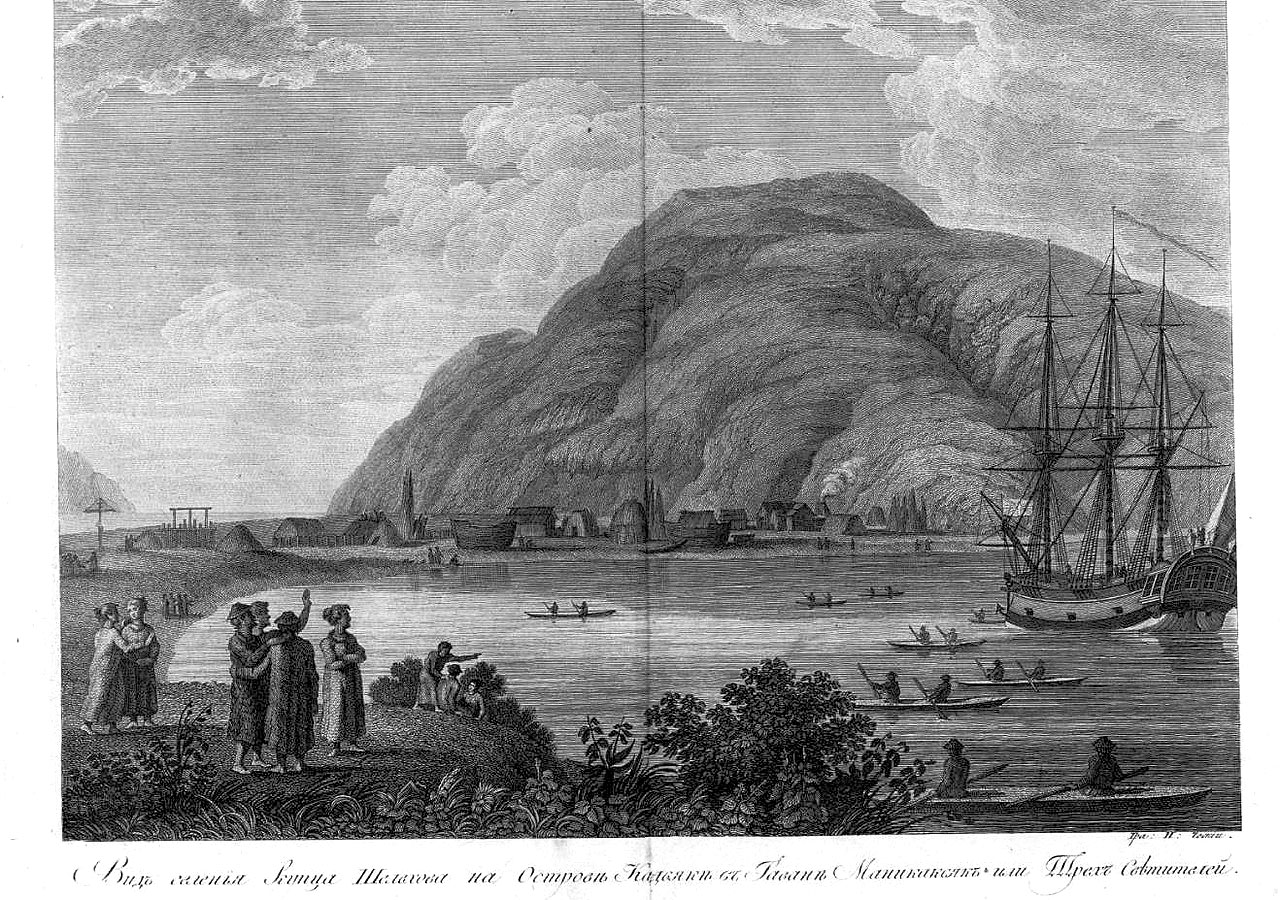
シェリホフがコディアック島に築いた入植地

シェリホフは1795年に死去。

### 死後
彼の事業は娘婿となったニコライ・レザノフが引き継ぎ、1799年には国策露米会社となった。シェリホフの名は、オホーツク海最奥部のシェリホフ湾やアラスカ本土とコディアック島の間のシェリホフ海峡、イルクーツク州のシェリホフ町などに残っている。